# Rheingold (album)
Rheingold is het tweede muziekalbum van de combinatie Klaus Schulze en Lisa Gerrard.

## Geschiedenis
Het album is een voortzetting van hun studioalbum Farscape. Er is daardoor nauwelijks verschil tussen beide albums. Gerrard zingt ook hier tekstloos bij de sequencer van Schulze. Het album werd opgenomen tijdens het Loreley-muziekfestival te Sankt Goarshausen op 18 juli 2008. De track Nibelungen komt vanuit de studio. Het album kwam in diverse versies op de markt: een dubbel-cd, een dubbel-dvd en een combinatie van beide. De dvd's missen Nibelungen maar bevatten een interview met Schulze afgenomen door Steven Wilson (Schulze-fan). Alberich, Wotan en Wellgunde zijn personages uit Der Ring des Nibelungen van Richard Wagner; Nothung is de naam van het zwaard. De verschijningsdatum in de Verenigde Staten was 10 februari 2009.

## Musici
- Klaus Schulze – synthesizers
- Lisa Gerrard – stem

## Composities

### Cd 1
1. Alberich (24:58)
2. Lorelei (39:38) (met Gerrard)

### Cd 2
1. Wotan (9:42)
2. Wellgunde (14:32) (met Gerrard)
3. Nothung (11:24)
4. Nibelungen (31:27)